# Sanford Berman
Sanford Berman (nacido el 6 de octubre de 1933) es un bibliotecario (catalogador) progresista, conocido por promover puntos de vista alternativos en bibliotecología y de actuar como difusor activo de información hacia otros bibliotecarios en el mundo, principalmente a través de charlas públicas, amplia y voluminosa correspondencia y el envío no solicitado de propuestas a atender.

## Biografía
Sanford Berman nació en Chicago, Illinois en los Estados Unidos de América. Estudió en la Universidad de California, Los Ángeles, donde se tituló en Ciencias políticas cursando además sociología, antropología e inglés. Después de obtener su maestría en Bibliotecología de la Universidad Católica de América en Washington, Berman comenzó a trabajar como bibliotecario. Trabajó para las bibliotecas del ejército estadounidense (U.S. Army Special Services Libraries) en Alemania Federal (1962-1966) donde contribuyó a la edición de un periódico alternativo de los soldados titulado 'Yin/Yang'. Continuó en el Schiller College, Kleiningerheim, Alemania Federal (1966-1967) en la Universidad de California en la Los Angeles Research Library (1967-1968), donde rescató el periódico político 'I.F. Stone's Weekly' (de escasa circulación pero sin embargo de mucha influencia) de la basura. Continuó en la Biblioteca de la Universidad de Zambia, Lusaka (1968-1970), en el Makerere Institute of Social Research, Biblioteca de la Makerere University en Kampala, Uganda (1971-1972) y finalmente en la Biblioteca de Hennepin County Minnesota (1973-1999).

## Encabezamientos de materia alternativos
El puntapié inicial del desarrollo de su posición en catalogación fue la inclusión del término 
kaffir en los Encabezamientos de materia de la Library of Congress (Library of Congress Subject Headings, LCSH). En su estadía en Zambia se enteró de que este término se utiliza para denominar en forma despectiva una persona de piel oscura. Este descubrimiento lo motivó para investigar prejuicios en los lenguajes documentales tales como los Encabezamientos de materia de la Library of Congress y solicitar públicamente su reemplazo por terminología no-ofensiva. En su libro "Prejudices and Antipathies: A Tract on the LC Subject Heads Concerning People" estudia racismo, sexismo, cristianocentrismo y otros prejuicios en la LCSH.
Con otros bibliotecarios estadounidenses e internacionales, Berman promueve la bibliotecología activista en la cual ideales personales referentes a justicia social son parte inseparable del trabajo profesional. 
Junto al bibliotecario James P. Danky, Berman edita Alternative Library Literature, (1982-2001), una compendio bienal de ensayos sobre bibliotecología alternativa de una amplia variedad de fuentes. Otros libros de Berman son "The Joy of Cataloging" and "Worth Noting".
Berman es además el fundador del Equipo de combate al hambre, la situación de vida en la calle y la pobreza, una división de la Mesa redonda de responsabilidad social de la Asociación Americana de Bibliotecarios (American Library Association, ALA) de la cual también es cofundador. Durante los últimos años ha escrito y ha dictado conferencias sobre el fracaso de la Asociación Americana de Bibliotecarios y de las Bibliotecas estadounidenses de ayudar a los pobres y desamparados.

## Principios de Berman
Según Berman el catálogo de Biblioteca pública debe responder a los siguientes principios:
- Inteligibilidad: formato y contenido de la información en el catálogo deben ser comprensibles y ayudar al usuario.
- Recuperabilidad: el lenguaje usado en el catálogo debe ser contemporáneo y familiar al usuario y se deben agregar anticipadamente referencias de "véase" y "véase además" útiles y extensivas en aquellos puntos del catálogo donde los usuarios podrían buscar.
- Equidad: la catalogación debe reflejar con equidad el contenido actual de la obra; los términos usados para describir edad, sexo o grupos étnicos deben estar escritos según las denominaciones preferentes del propio grupo.

Respecto a la catalogación descriptiva, Berman propone
- Abandonar la puntuación sinsentido en registros catalográficos tales como guiones, paréntesis, signo igual, etc.
- Evitar el uso de abreviaturas y latinismos. "Podrían hacer sentir al no-iniciado como un estúpido" (Berman, 1981, p. 3)
- Eliminar completamente la indicación críptica e inútil a la altura del lomo y paginación previa en números romanos.
- Agregar notas que tengan sentido para mejorar el acceso a la información.

## Bibliocidio a través de la catalogación
Berman argumenta que la Library of Congress falla en
- crear y utilizar puntualmente encabezamientos de materias para temas que aparecen en los medios
- emplear adecuadamente referencias y subencabezamientos
- revisar encabezamientos inapropiados, prejuiciosos y difamatorios y
- asignar suficientes encabezamientos para reflejar el contenido en forma completa

y con ello hace inaccesibles a los materiales para los usuarios y perpetua la desinformación y los prejuicios. En una charla en la Library of Congress en 1992, Berman sostuvo que los bibliotecarios catalogando bajo el sistema actual están cometiendo "Bibliocidio a través de la catalogación".